# Claville-Motteville
Claville-Motteville is een gemeente in het Franse departement Seine-Maritime (regio Normandië) en telt 233 inwoners (1999). De plaats maakt deel uit van het arrondissement Rouen.

## Geografie
De oppervlakte van Claville-Motteville bedraagt 9,3 km², de bevolkingsdichtheid is 25,1 inwoners per km².
De onderstaande kaart toont de ligging van Claville-Motteville met de belangrijkste infrastructuur en aangrenzende gemeenten.

## Demografie
Onderstaande figuur toont het verloop van het inwonertal (bron: INSEE-tellingen).